# Les Champeaux

Les Champeaux este o comună în departamentul Orne, Franța. În 1 ianuarie 2022 avea o populație de 98 de locuitori.